# Црква Светог Вазнесења Господњег у Доњој Љубати
Црква Светог Вазнесења Господњег у Доњој Љубати, насељеном месту на територији општине Босилеград, православни је храм који припада Епархији врањској Српске православне цркве.
Црква посвећена Светом Вазнесењу Господњем једнобродна је грађевина, са полукружном апсидом на истоку. Саграђена је од обрађених камених блокова неправилног облика и различите величине. Осмострани звоник, израђен од храстовог дрвета, подигнут је изнад капије.
Садашњи иконостас потиче из 1880. године, што се види на неколико места. Међутим, у иконостасној прегради налазе се и старије иконе, на којима стоје године 1862, 1863. и 1865. Сви ови датуми могу означавати четири значајне фазе у историји саме цркве, док је године 1880. вероватно била последња велика обнова. На иконостасу се налази 35 икона, а постоји такође 6 покретних икона, рад иконописца Теодосија Николића из Лазаропоље, среза галичког.
Ова црква је обновљена заједно са звоником 2004. године, трудом Епархије врањске и верника.